# Henryk (książę holenderski)
Henryk, książę Niderlandów, urodzony jako Henryk Włodzimierz Albrecht Ernest Mecklemburg-Schwerin, niem. Heinrich Wladimir Albrecht Ernst, hol. Hendrik Wladimir Albrecht Ernst (ur. 19 kwietnia 1876 w Schwerinie, zm. 3 lipca 1934 w Hadze) – książę Meklemburgii-Schwerinu, arystokrata niemiecki, książę Niderlandów jako książę małżonek.

## Życiorys
Henryk był najmłodszym synem wielkiego księcia Fryderyka Franciszka II i jego żony wielkiej księżnej Marii, z domu von Schwarzburg-Rudolstadt. Był też przyrodnim bratem księcia Fryderyka Franciszka, późniejszego kolejnego wielkiego księcia Fryderyka Franciszka III.
6 lutego 1901 obdarzony tytułem księcia Holandii, stopniem wiceadmirała floty i mianowany naczelnym dowódcą armii, następnego dnia poślubił w Hadze, Wilhelminę, królową Holandii. Nie było to udane małżeństwo, Henryk zdradzał żonę i miał nawet kilkoro nieślubnych dzieci. Jedynym dzieckiem, które miał z Wilhelminą była córka – przyszła królowa Juliana (ur. 1909).
W lutym 1907 brał osobiście udział w akcji ratunkowej po tragicznej katastrofie brytyjskiego parowca „Berlin”, który w silnym sztormie rozbił się w wejściu do portu Hoek van Holland; część rozbitków uratowała łódź prowadzona przez księcia.
Nosił również tytuł księcia Oranii-Nassau.
W 1926 odznaczony Orderem Orła Białego.